# Lažany (Boêmia do Sul)
Lažany é uma comuna checa localizada na região da Boêmia do Sul, distrito de Strakonice.